# آی‌اواواف
آی‌اواواف (انگلیسی: IOOF) شرکت خدمات مالی استرالیایی است، که در سال ۱۸۴۶ تأسیس شد.